# Maison de la duchesse Anne
La maison de la duchesse Anne, appelée aussi maison de la reine Anne est une maison médiévale, protégée des monuments historiques, située dans la vieille ville de Morlaix, en France.

## Localisation
La maison est située au 33 rue du Mur, anciennement rue des Nobles, dans la vieille ville de Morlaix, dans le département du Finistère en région Bretagne.

## Histoire
La maison est sans doute construite entre 1520 et 1530, période suggérée par le style décoratif et le contexte historique (pillage de la ville de Morlaix par les anglais en 1522).
Bien que mentionnée dans le nom de la maison, la visite de l'édifice par la duchesse Anne de Bretagne n'est pas attestée.
La maison est classée au titre des monuments historiques par arrêté du 28 mai 1883.

## Architecture
La maison est une maison à colombages.
Elle suit un plan de « Maison à la lanterne » (« Maison à pondalez » en breton) : deux corps de bâtiments (coté rue et côté cour) séparés par une cour intérieure couverte, les étages étant desservis par un escalier et des galeries en bois. La hauteur de la couverture de la cour est d'environ 16 mètres.
L'escalier est un escalier à vis, richement décoré de personnages, sauvages et feuillages. Il est maintenu par une colonne de 11 mètres taillée dans un seul tronc d'arbre.
A l'extérieur, la façade sur rue repose sur un rez de chaussée en granit ; les étages supérieurs sont structurés autour de pans de bois dont les interstices étaient initialement rempli avec un mélange d'argile. 10 statues, 4 représentants des saints et 6 statues profanes, rythment la façade.

## Galerie

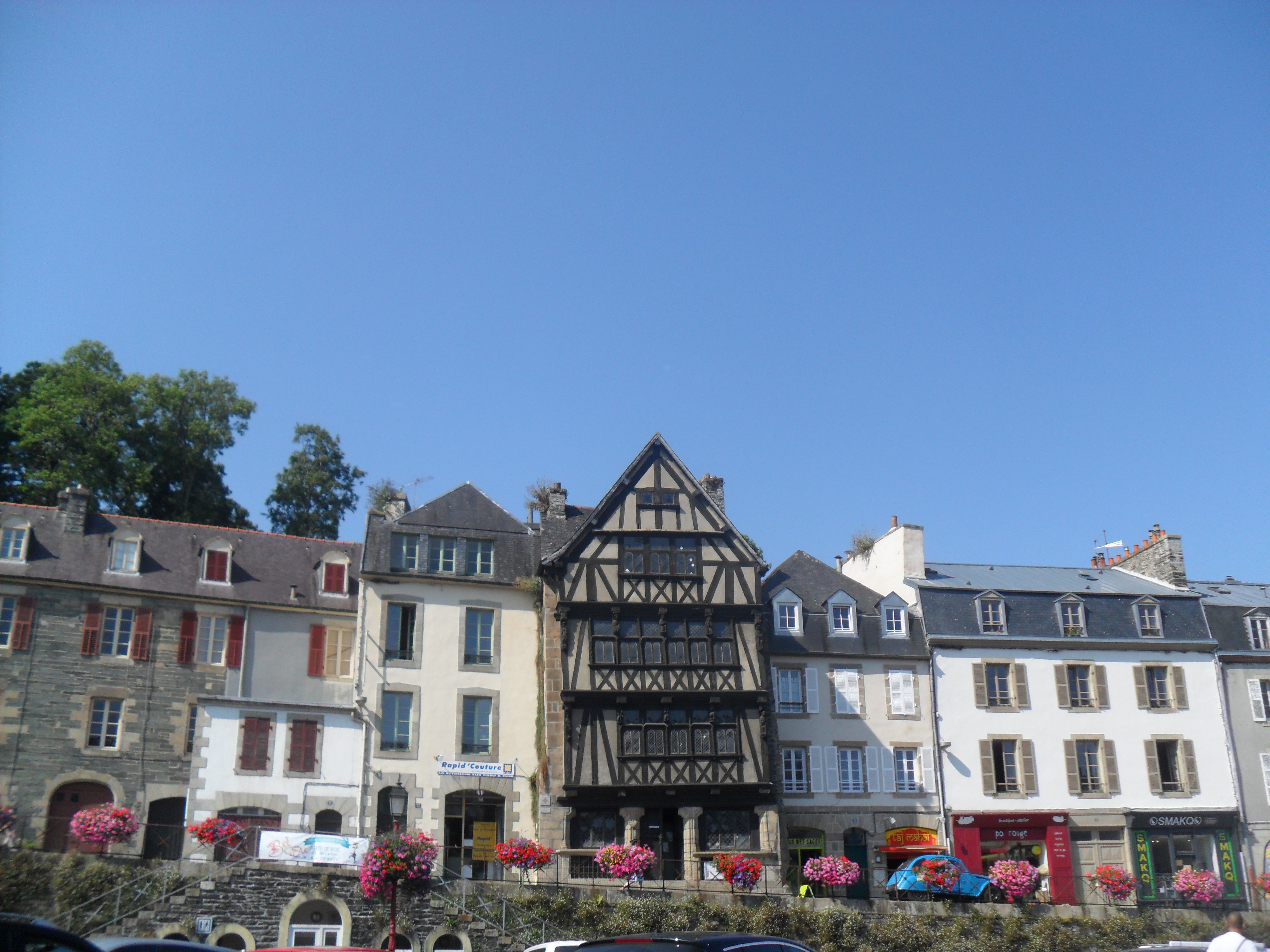
La maison dans son environnement
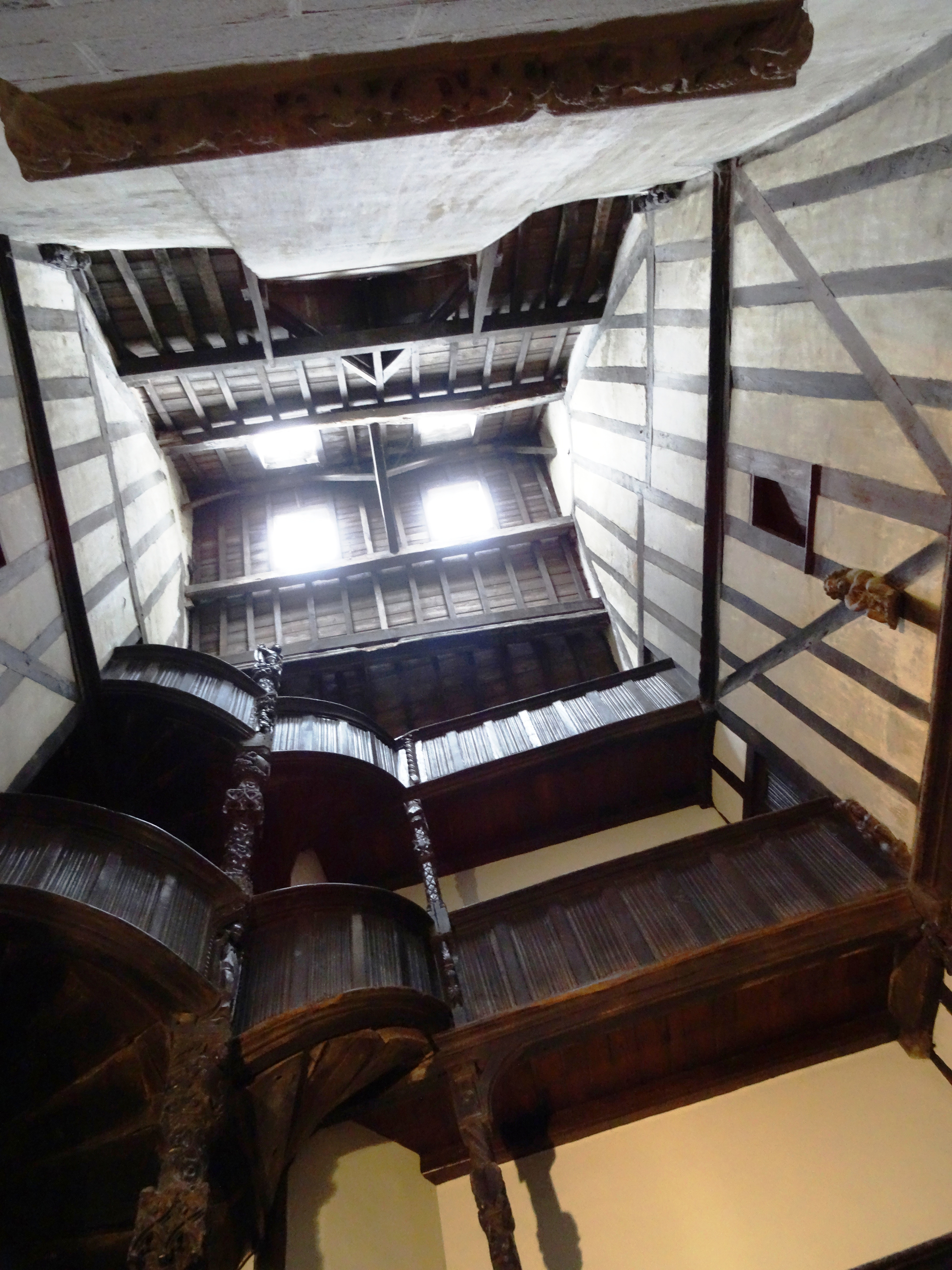
Plafond de la cour intérieure
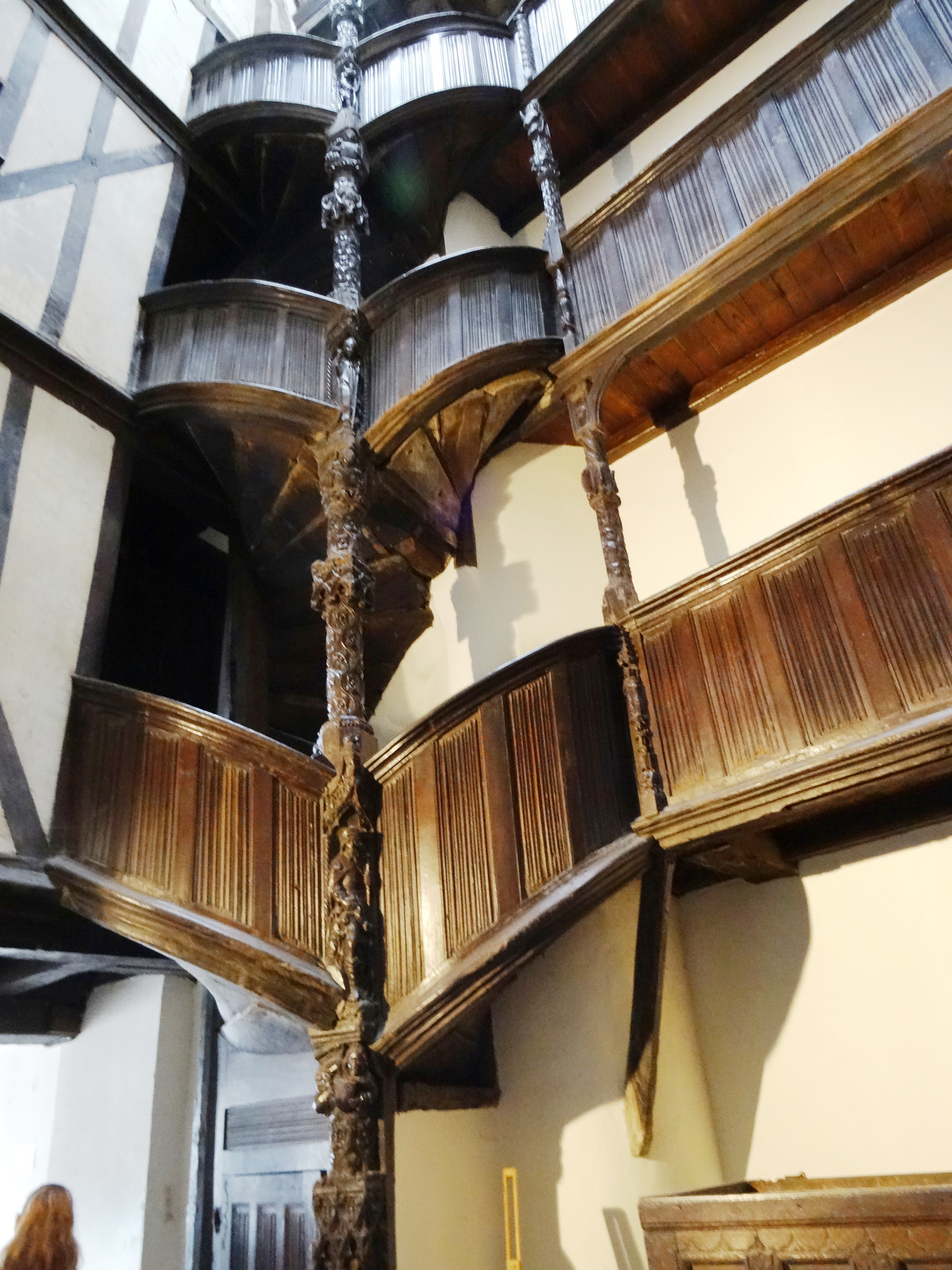
Escalier et galeries
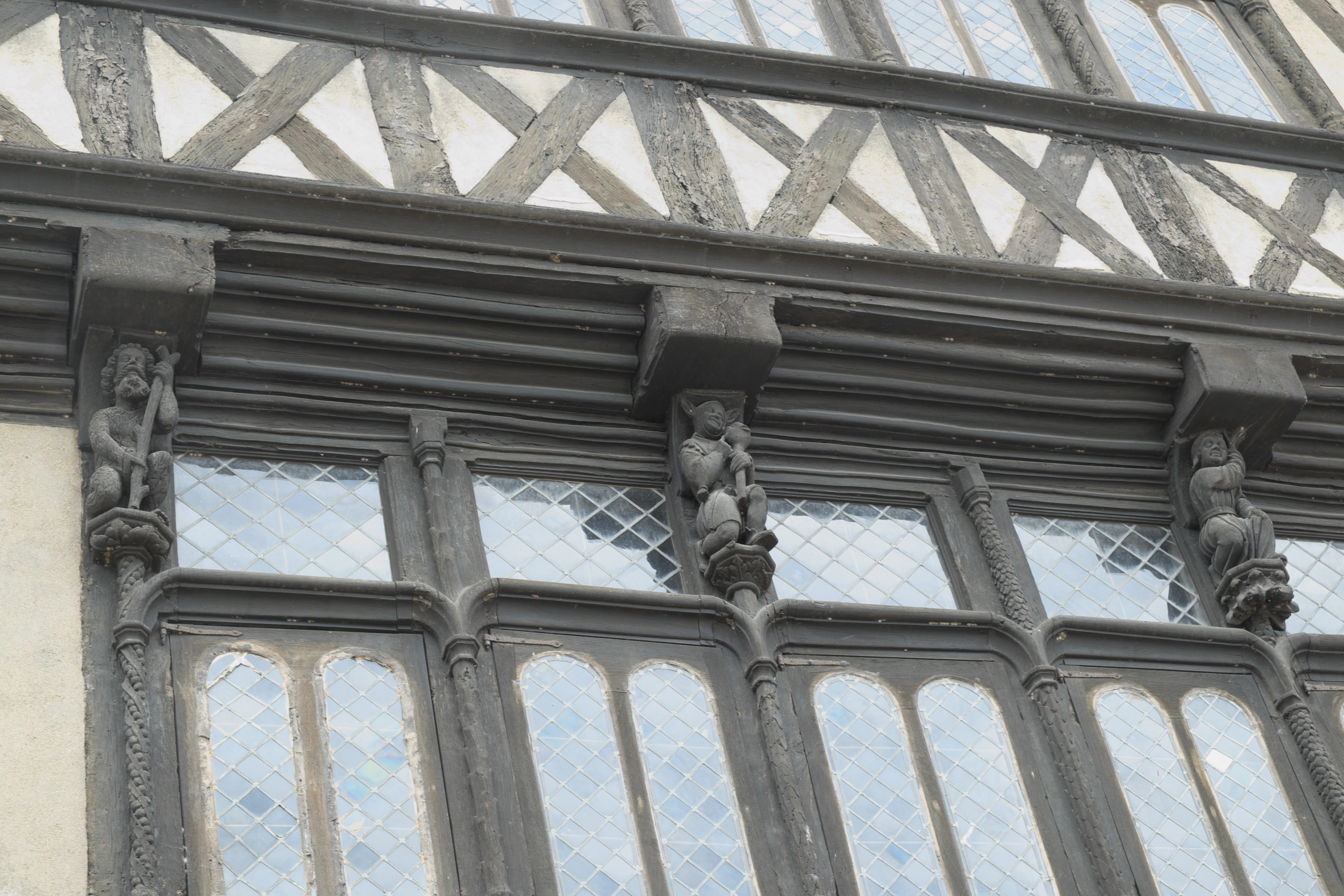
Statues en façade
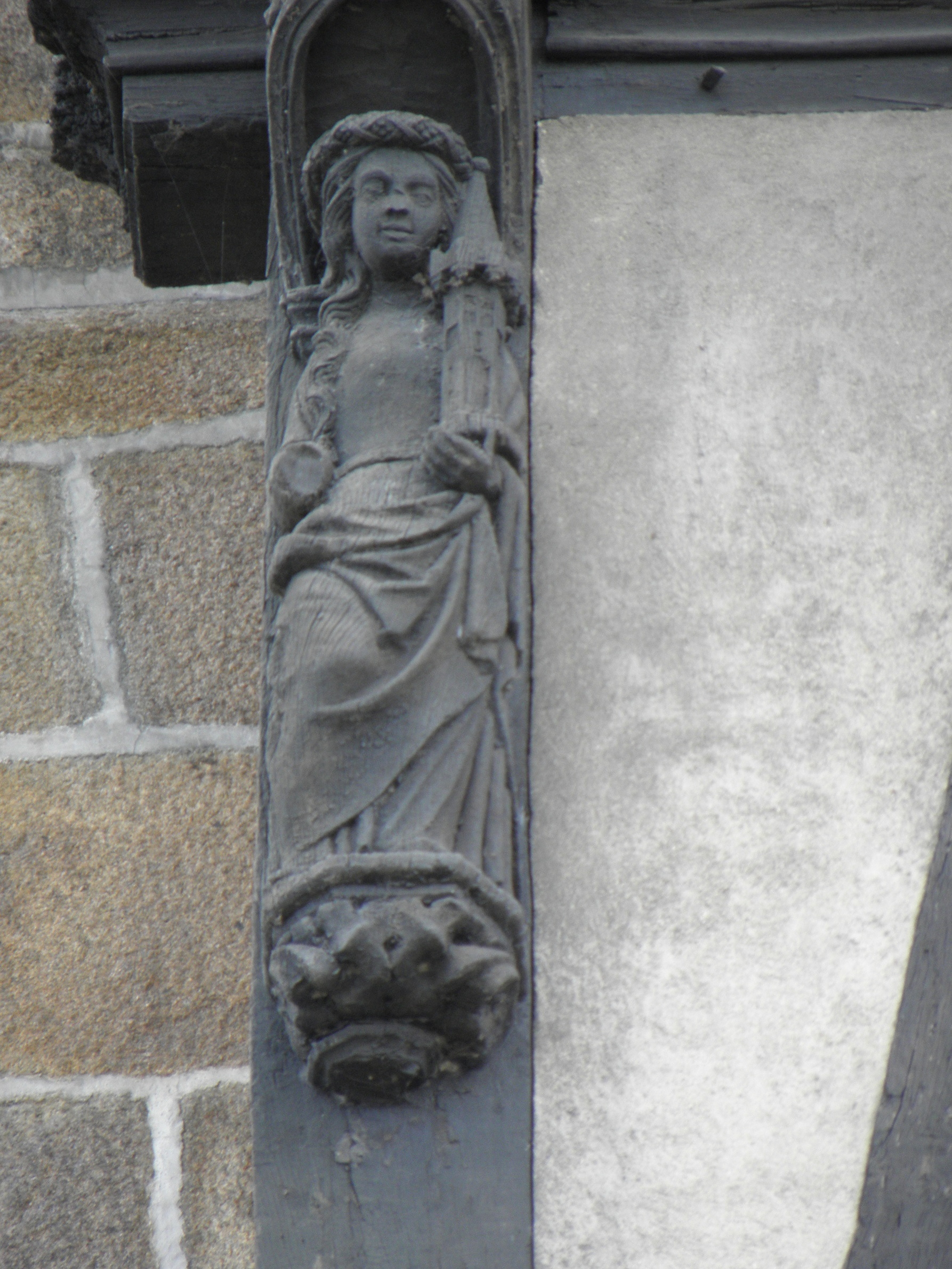
Statue de Sainte Barbe en façade